# 2024 en Australie
Chronologie de l'Australie
- 2020
- 2021
- 2022
- 2023
- 2024
- 2025
- 2026
- 2027
- 2028

Cette page concerne les évènements survenus en 2024 en Australie :

## Chronologie
- 21 mars : l'Australie et le Royaume Uni signent un accord de coopération. L'accord facilite un éventuel déploiement et des opérations des soldats de chaque nation à l'autre[1].
- 23 mars : élections législatives tasmaniennes.
- 13 avril : six personnes sont tuées et sept autres blessées lors d'une attaque massive au couteau dans un centre commercial de Sydney, l'agresseur est abattu par la police[2].
- 4 mai : élections au Conseil législatif tasmanien.
- 24 août : élections législatives dans le Territoire du Nord.
- 18 au 23 octobre : visite du roi d'Australie Charles III et de son épouse la reine Camilla.

## Sport
- 14 au 28 janvier : Open d'Australie à Melbourne.